# Rosa gymnocarpa
Rosa gymnocarpa är en rosväxtart som beskrevs av Thomas Nuttall, John Torrey och Gray. Rosa gymnocarpa ingår i släktet rosor, och familjen rosväxter. Utöver nominatformen finns också underarten R. g. serpentina.

## Bildgalleri

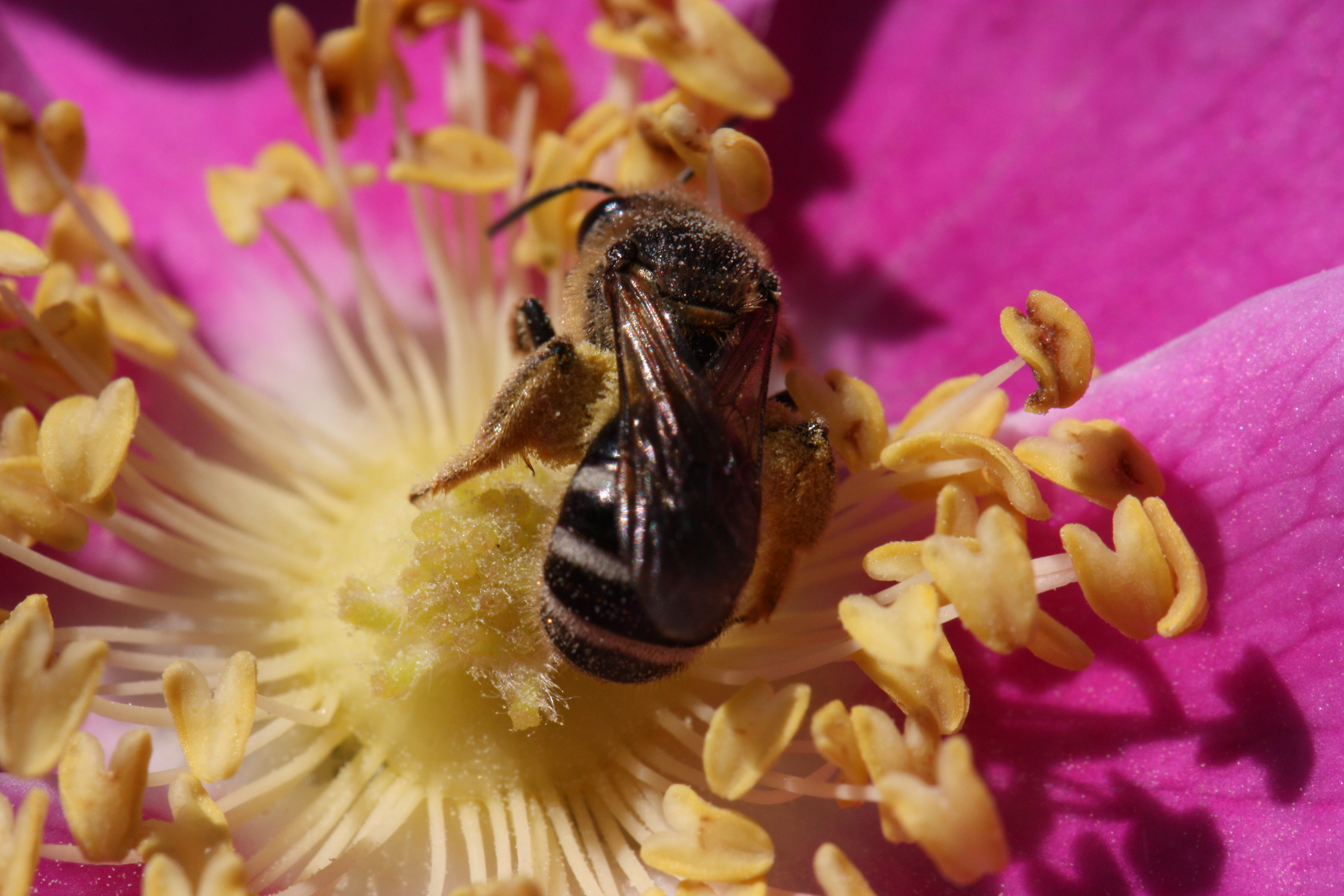
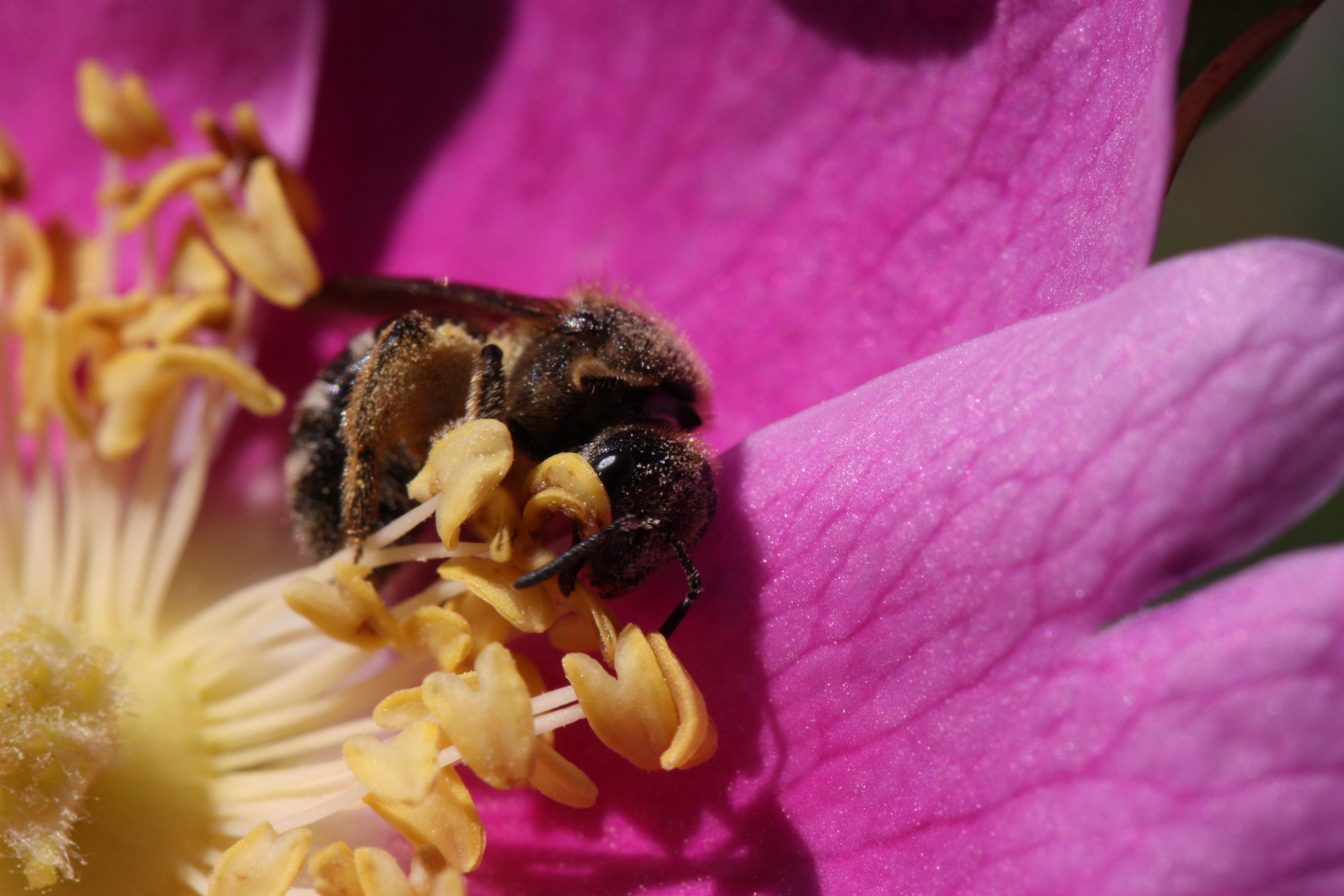
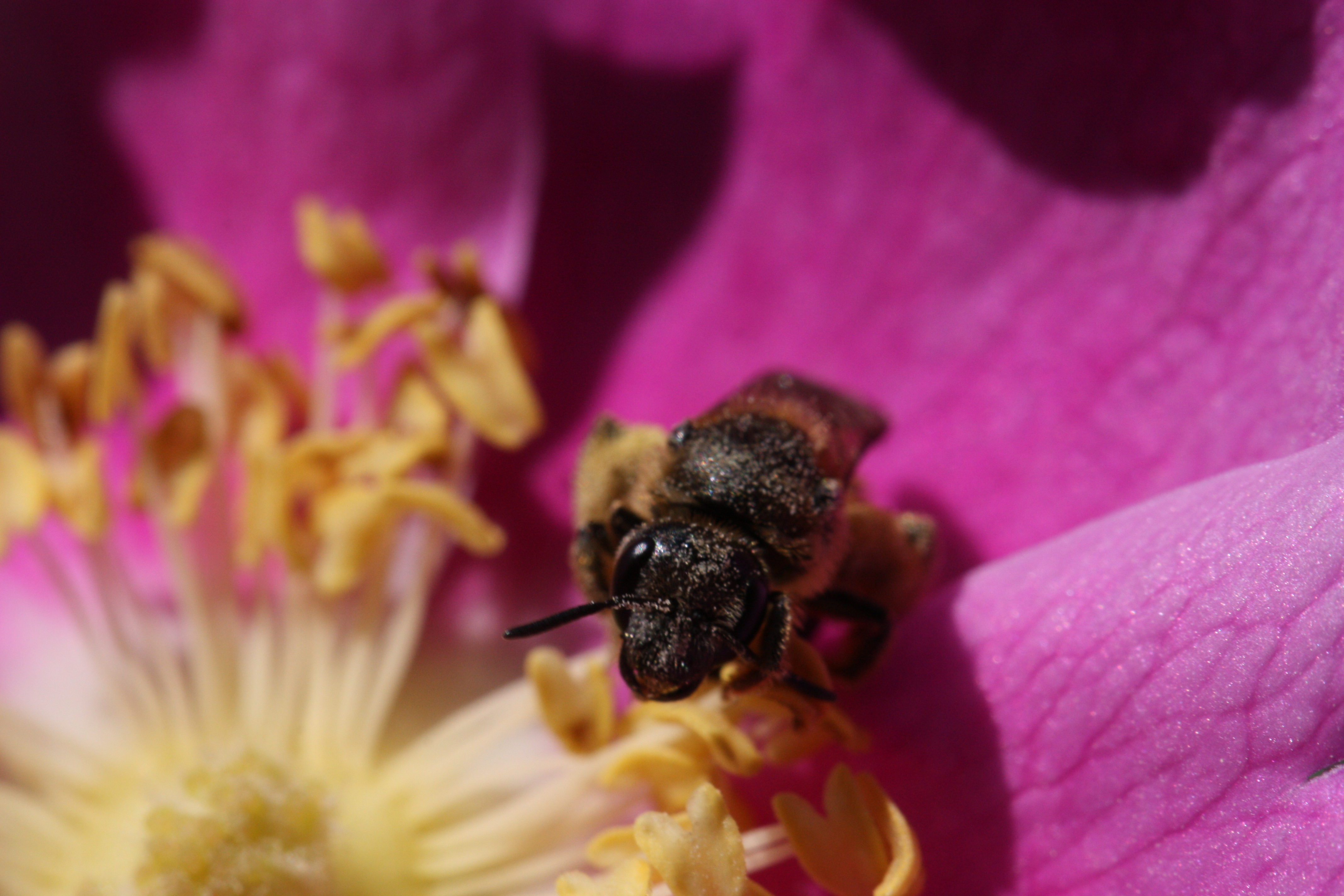
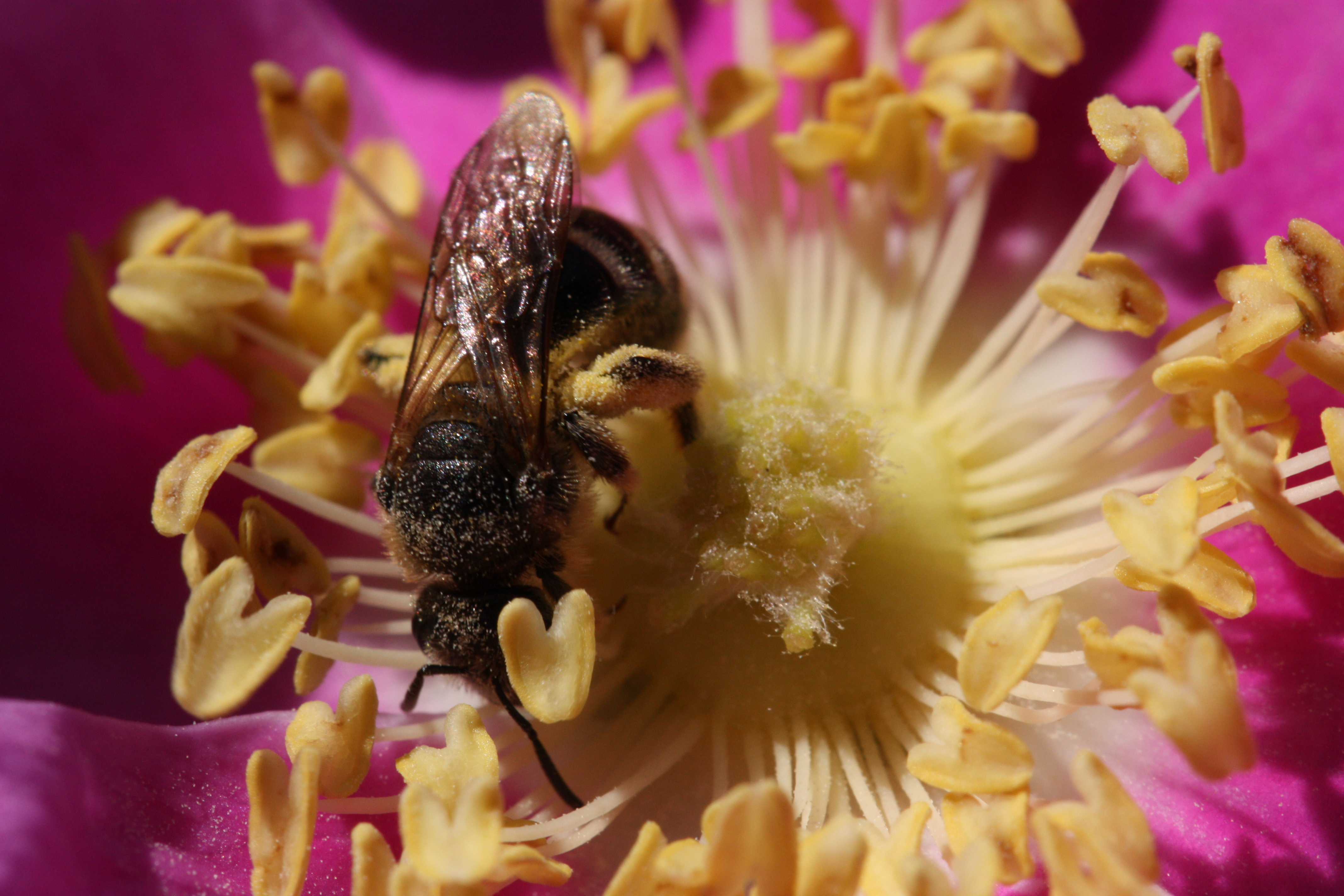
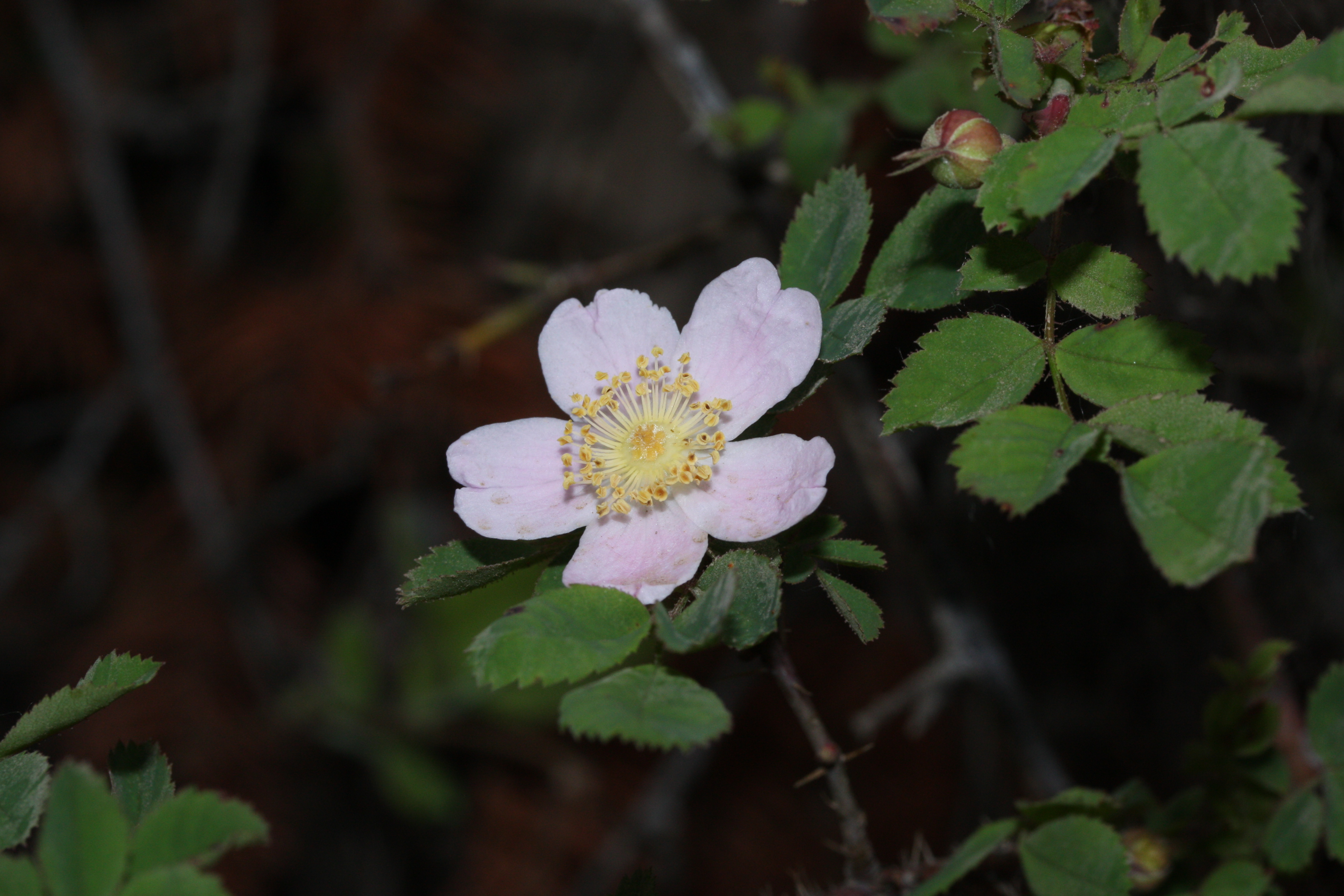
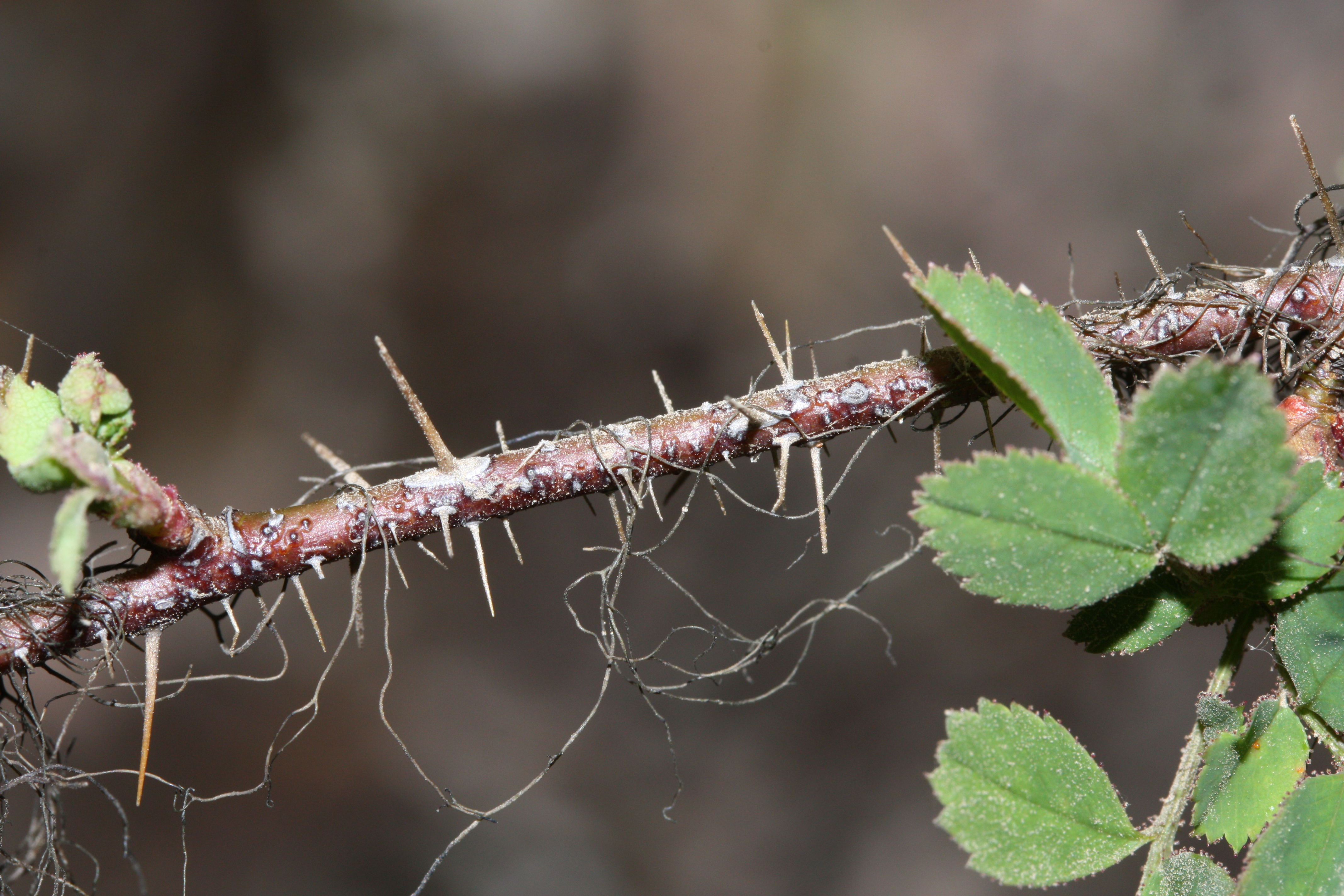